# Witzschdorf

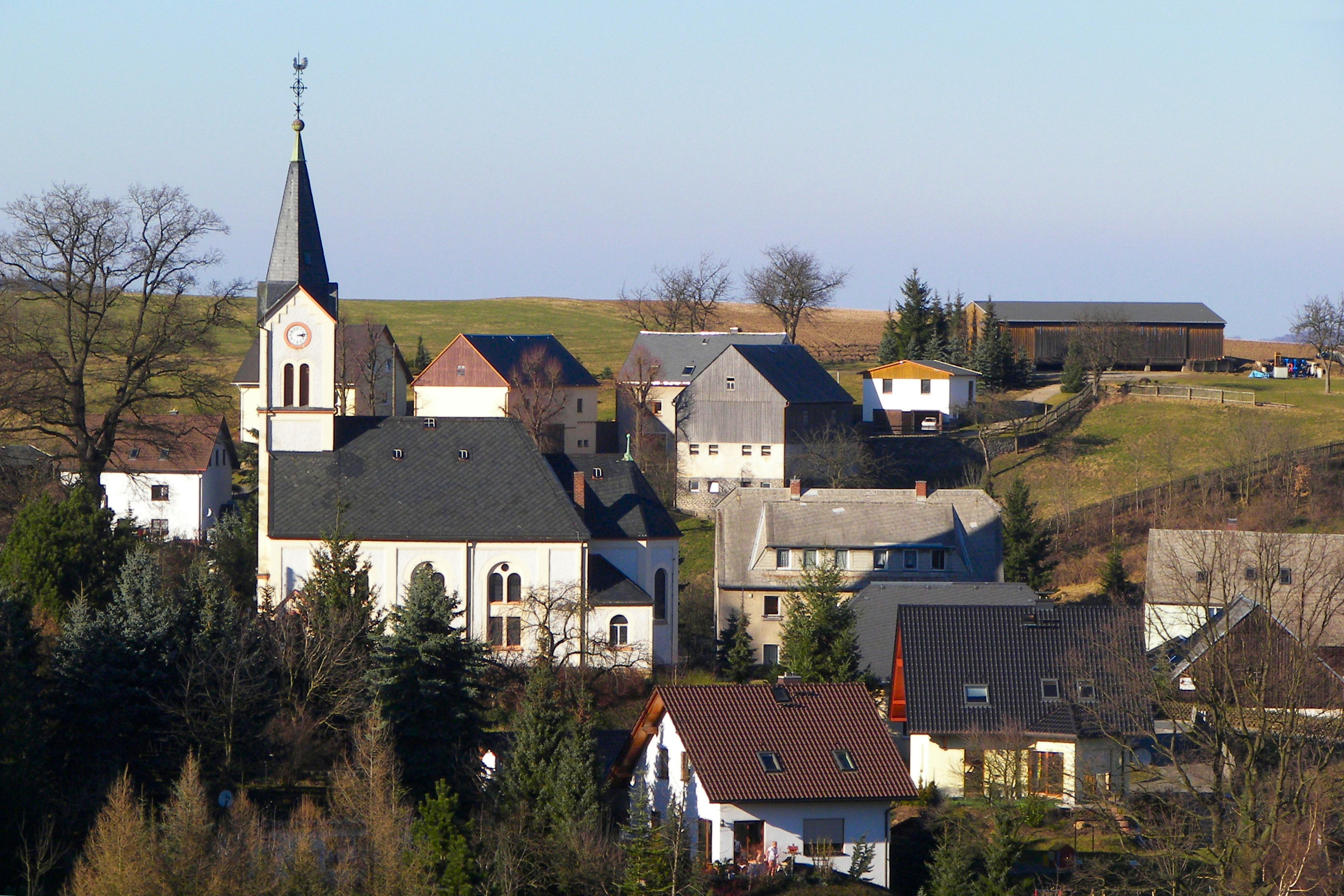
Blick auf Witzschdorf, 2008

Witzschdorf ist ein Ortsteil der sächsischen Gemeinde Gornau/Erzgeb. im Erzgebirgskreis.

## Geografie

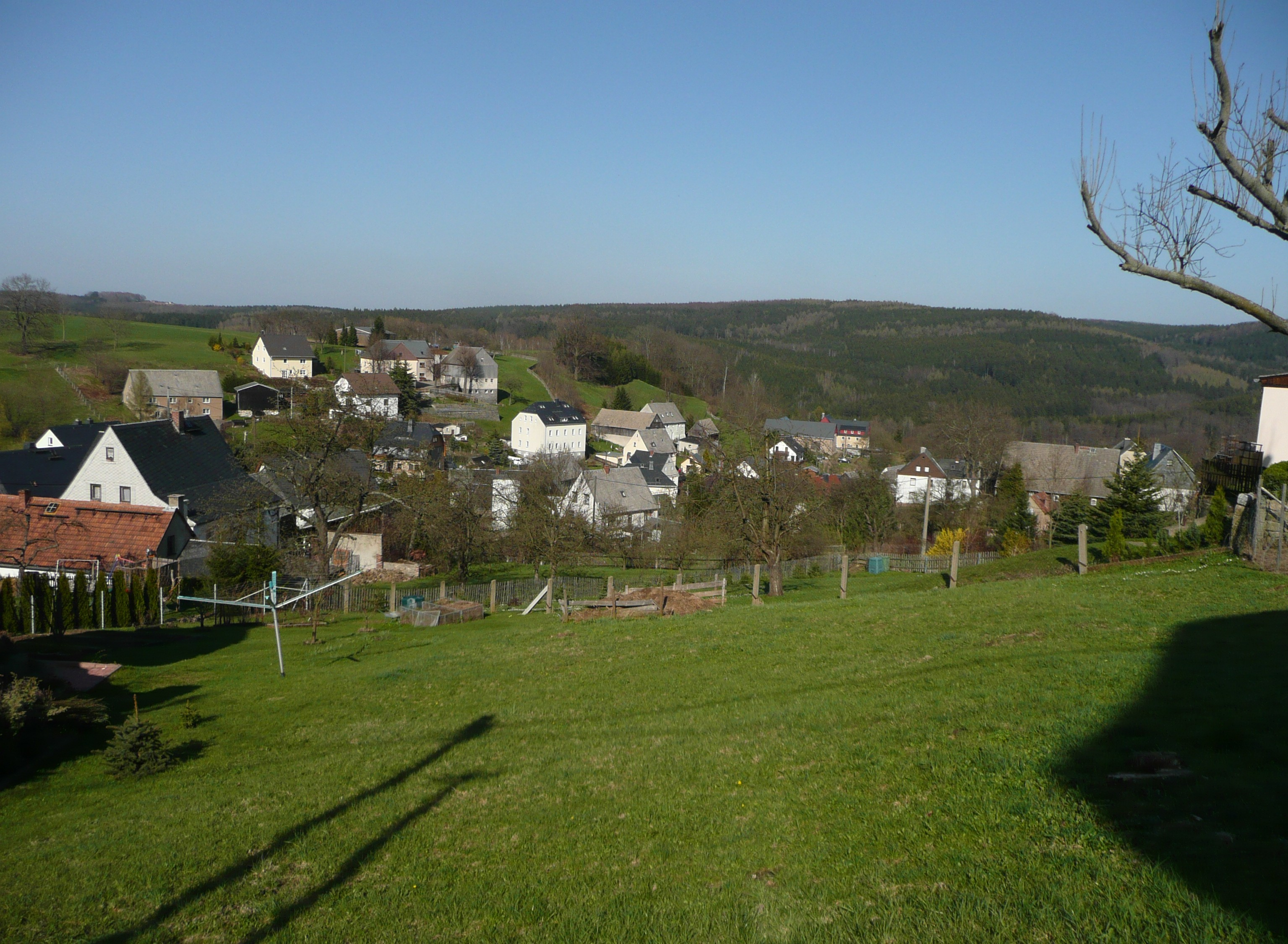
Blick auf einen Teil des Mitteldorfes von der Schulstraße gesehen, 2010

Witzschdorf liegt etwa 3 Kilometer nördlich von Zschopau im Erzgebirge. Vom Bergrücken westlich des Flusses Zschopau zieht sich der Ort steil hinab ins Tal bis zum Fluss auf einer Höhe von etwa 302 m ü. NN, der gleichzeitig den tiefsten Punkt markiert. Die Flur reicht im Norden bis an die Zschopau, im Osten etwas darüber hinaus, südlich ist sie begrenzt durch das Truschbachtal und im Westen durch das Tal des Gornauer bzw. des Dittmannsdorfer Baches. Den höchsten Punkt markiert die Götzhöhe mit 493 m ü. NN. Nachbarorte von Witzschdorf sind Hennersdorf im Norden, Waldkirchen im Südosten, Zschopau im Süden, Gornau im Südwesten und Dittmannsdorf im Westen.

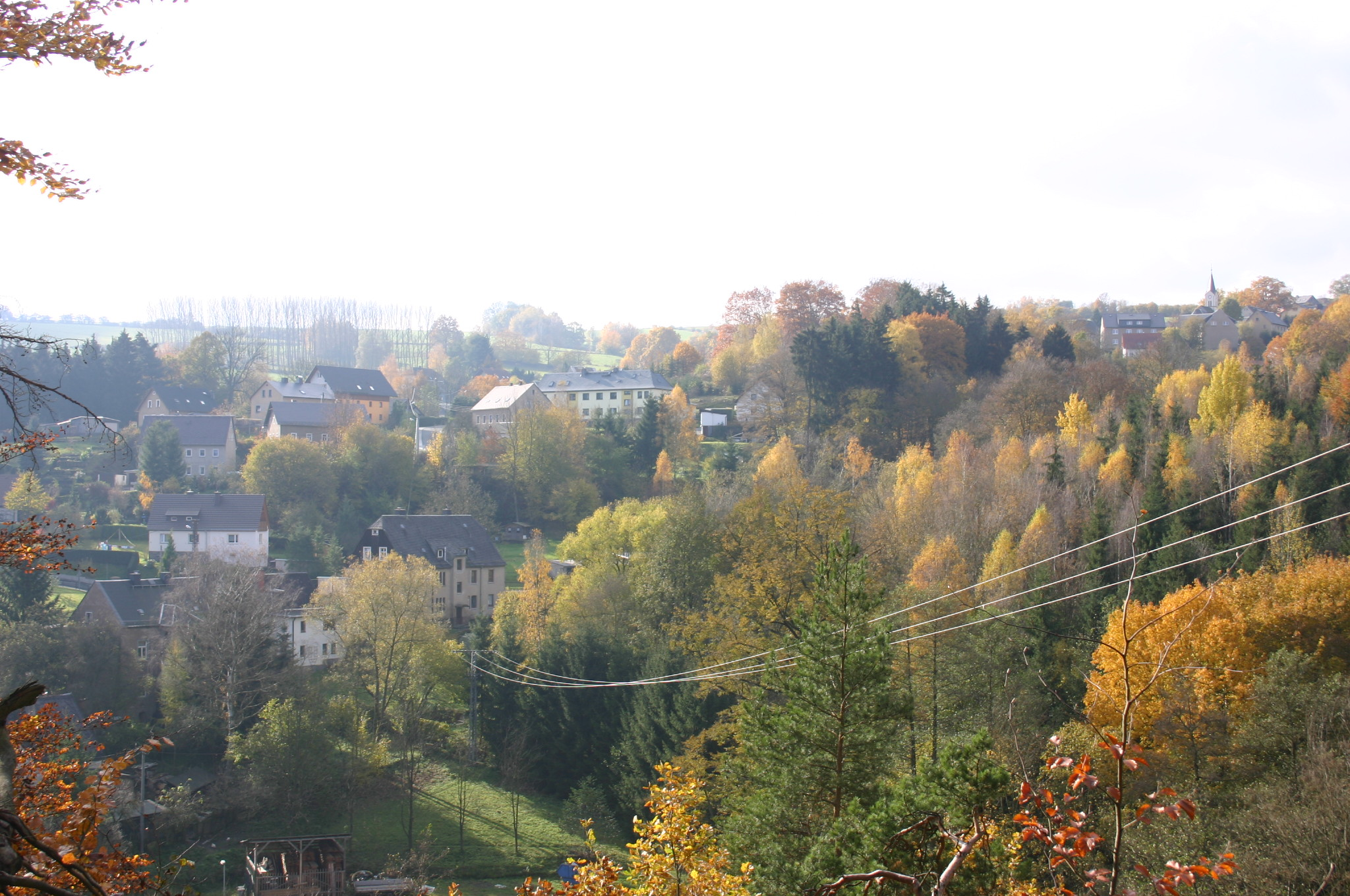
Unterer Ortsteil von der Waldstraße aus gesehen, 2009

August Schumann beschreibt 1826 im Staats-, Post- und Zeitungs-Lexikon von Sachsen die Lage Witzschdorfs folgendermaßen:

„Es liegt zwar in einer Schrunde des Gebirges, die sehr steil zur Zschopau herabfällt, und gewissermaaßen ein Thal heißen könnte, aber doch sehr hoch, wohl bis zu 150 Ellen hoch über dem Flusse, dessen linkes Ufer doch keine Viertelstunde entfernt ist; eine isolirte Häusergruppe zieht sich auch wirklich bis zur Zschopau herab. […] An dem steilen Gebirge in Nordost, nächst am Dorfe, verbreitet sich das Bauernholz, am Gehänge gegen den Gornauer Bach, im Südwesten hingegen die Klinghardleite; jenseit der Zschopau steigt der steile und mächtige Heidelberg finster bewaldet an, und ¼ Stunde oberhalb des Ortes an der Zschopau ist das Blaufarbenwerk Zschopenthal. Die Gegend gehört unstreitig zu den schönsten des Erzgebirgs.“

## Geschichte

### Besiedelung
Witzschdorf entstand vermutlich in Zusammenhang mit der Besiedelung der Gegend um Zschopau. Dass es sich um fränkische Siedler handelte, lassen die als Waldhufendörfer angelegten Siedlungen vermuten.
Laut der frühesten erhaltenen Urkunde, die sich im Hauptstaatsarchiv Dresden befindet, war die Ansiedelung 1399 im Besitz Caspars von Wiczersdorff. Der Markgraf von Meißen belehnte 1403 dessen Ehefrau Barbara von Wiczersdorff mit einem Leibgedinge in Gornau und Cunnersdorf. Der Ort war lange Zeit Amtsdorf des Amts Augustusburg (vormals Schellenberg).

### Landwirtschaft

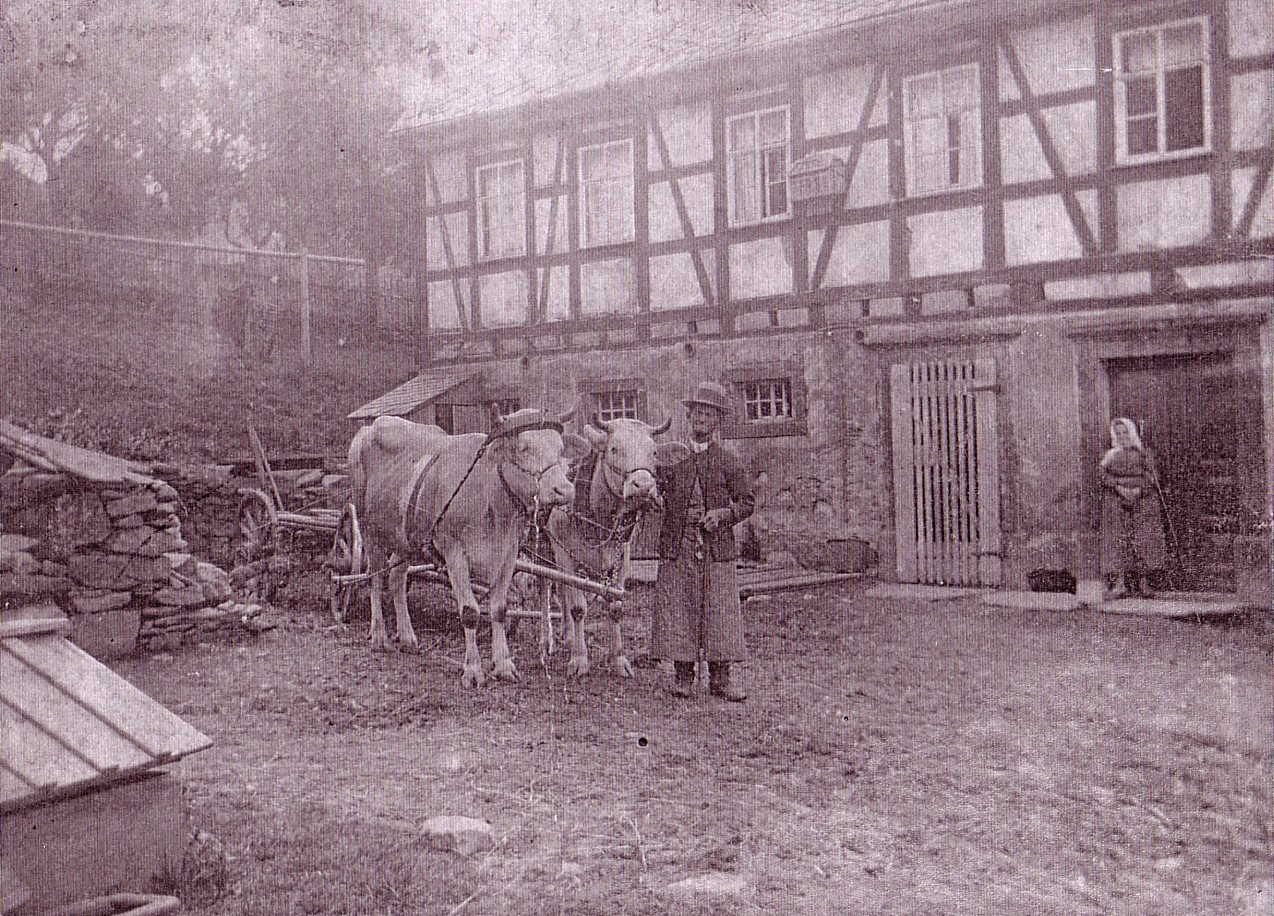
Eines der 28 Gehöfte im Ort, heute Schulstraße 1, um 1900

Nach Überlieferungen hatten 18 Bauern im Zuge der Ansiedlung den Wald gerodet und die dadurch gewonnenen Flächen gleichmäßig unter sich aufgeteilt. Diese entstandenen Gehöfte und die zugehörigen Hufen sind teilweise bis heute nachweisbar. 1621 ließ der Erbrichter Caspar Reichel eine Mehlmühle am Westufer der Zschopau errichten und ersparte damit den Bauern den Weg zur Mühle nach Waldkirchen. Durch das Gelände lief der Fahrverkehr, denn unterhalb der Mühle befand sich eine Furt durch den Fluss. Gegen Ende des 18. Jahrhunderts waren die Rinder- und Geflügelzucht sowie die Schweinehaltung nur gering entwickelt. Aufgrund der kargen, steinigen Böden und der vorherrschenden Witterungsbedingungen fehlte es an genügend Futter für die Tierhaltung. Dies änderte sich zumindest teilweise mit dem Anbau von Kartoffeln und Klee nach 1770.
Im Lauf der Zeit änderte sich durch Teilungen die Anzahl der Höfe. So waren aus den ursprünglich 18 Hufengütern, Halbhufen- und Viertelhufengüter entstanden. Um 1900 gab es 28 Höfe im Ort. Die Zahl der produzierenden Gehöfte änderte sich mit der Gründung Landwirtschaftlicher Produktionsgenossenschaften. So schlossen sich 1956 die ersten drei bäuerlichen Betriebe zu einer Produktionsgenossenschaft zusammen, 1960 gründeten acht weitere Bauern eine LPG. In den Folgejahren stießen alle anderen Bauern mehr oder weniger freiwillig hinzu. Es folgten mehrere Zusammenschlüsse der vormals eigenständigen Genossenschaften aus den Ortschaften Weißbach, Witzschdorf und Gornau, wobei 1964 die LPG „Vereinte Scholle“ entstand, die 1968 alle ehemaligen LPG der drei Ortschaften und die landwirtschaftlich genutzten Flächen der Stadt Zschopau beinhaltete. In Witzschdorf wurde die Milchproduktion konzentriert, wobei die 1959 errichteten Stallungen am oberen Ortsausgang (⊙) erweitert und ausgebaut wurden. 1975 hatte die LPG „Vereinte Scholle“ einen Milchviehbestand von 553 Kühen.

### Industrie

#### Sächsische Nähfadenfabrik

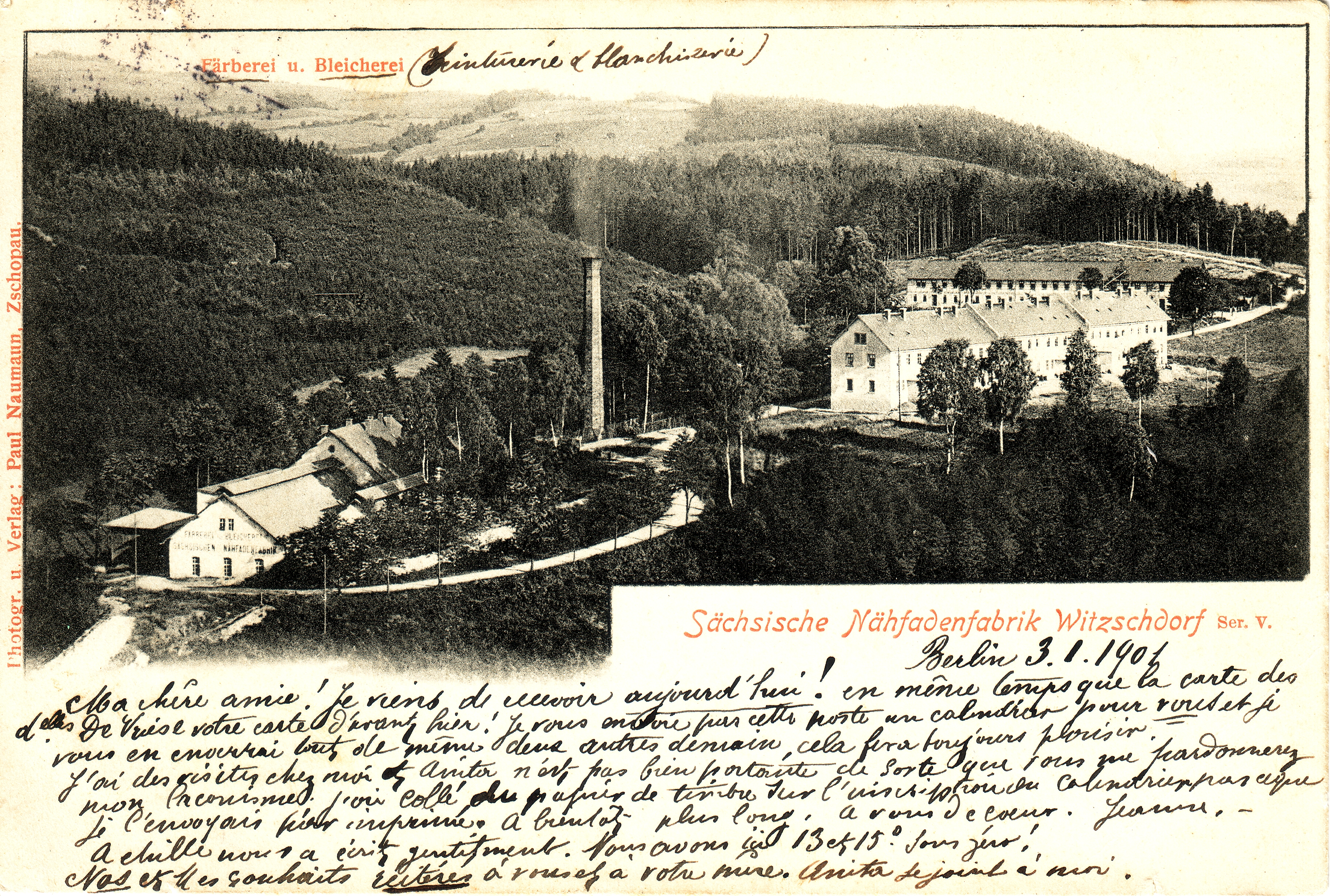
Färberei und Bleicherei sowie rechts im Bild die Arbeitersiedlung Hahn, um 1900

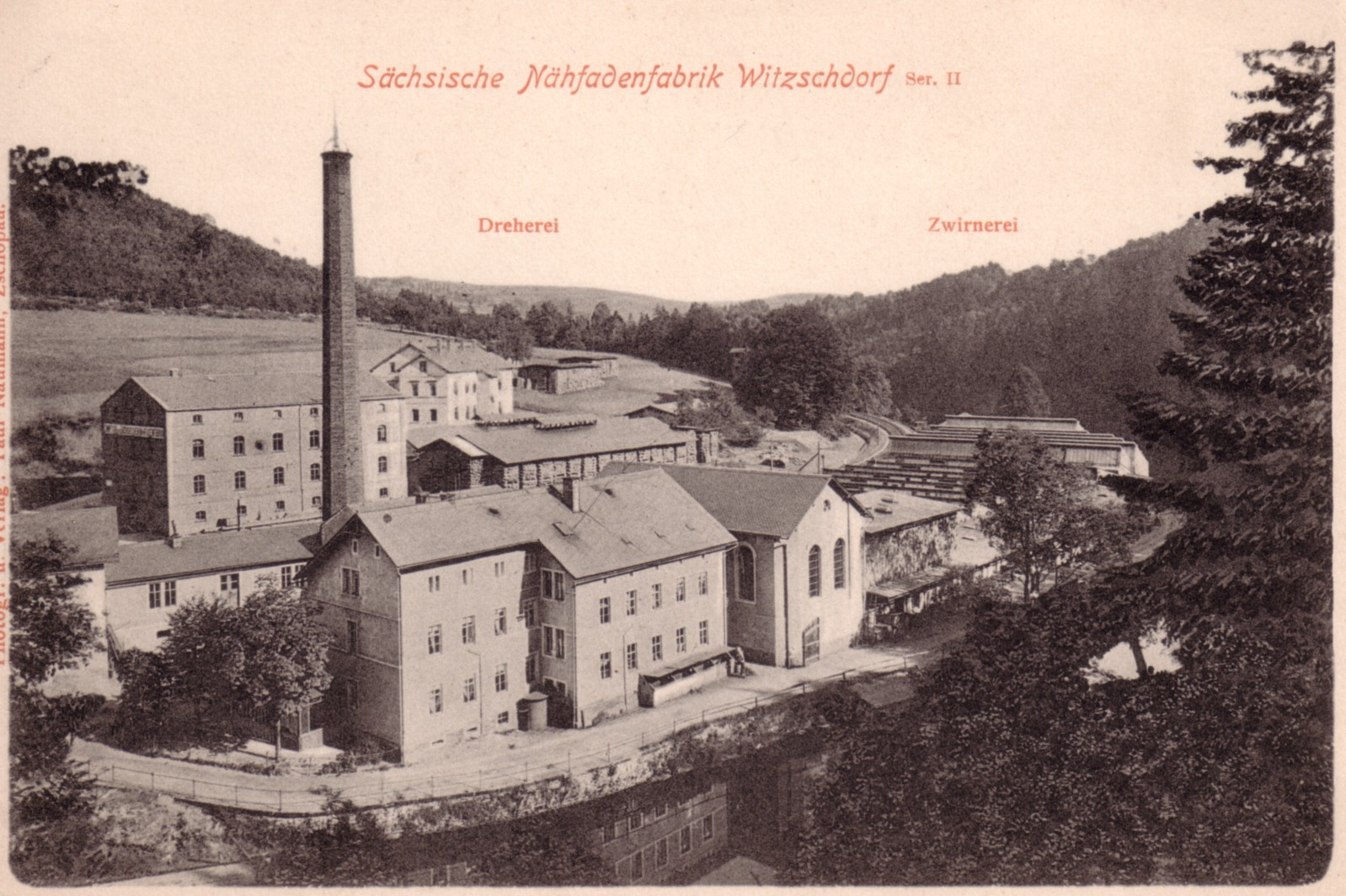
Dreherei und Zwirnerei am östlichen Zschopauufer

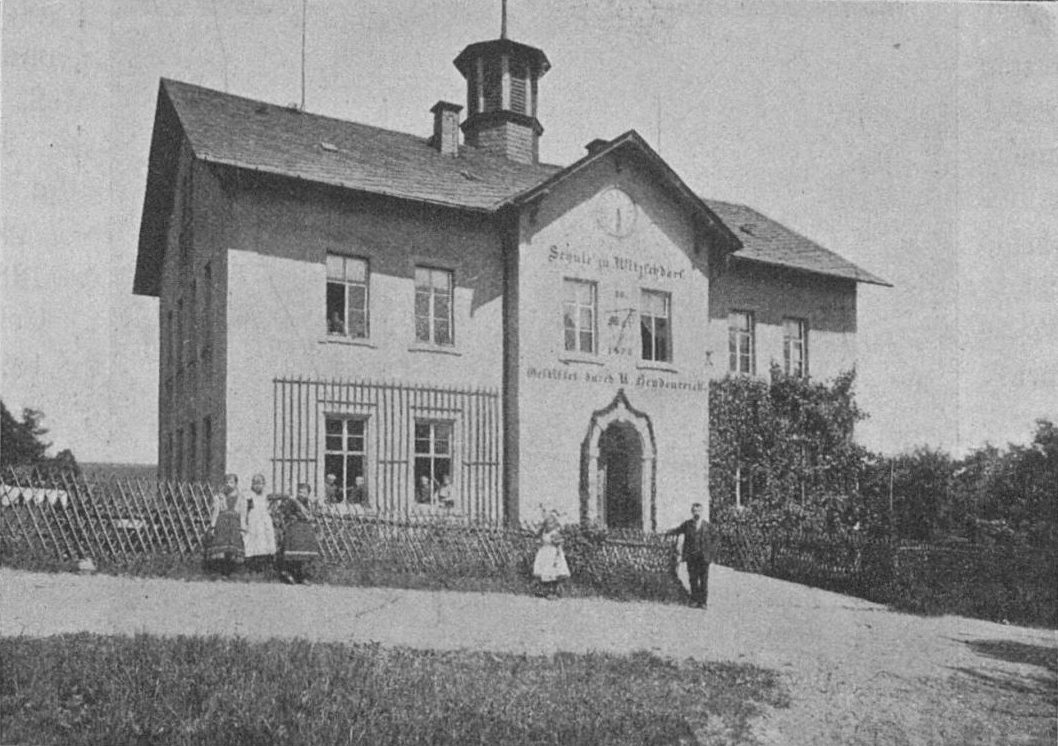
Volksschule Witzschdorf, eine Stiftung des Fabrikbesitzers Heydenreich, um 1900

1822 kaufte Christian Gottlieb Klemm die ein Jahr zuvor stillgelegte Mehlmühle und das umliegende Gelände am westlichen Zschopauufer und errichtete eine Baumwollspinnerei mit rund 4500 Spindeln. 120 Arbeitskräfte, vorwiegend Frauen, fanden hier Beschäftigung. Die Anlagen wurden vererbt und verpachtet, bis sie schließlich 1858 für 19.500 Taler an Rudolf Heydenreich verkauft wurden. Auf den Grundmauern der Spinnerei errichtete Heydenreich noch im selben Jahr eine Nähfadenfabrik (⊙), welche den wirtschaftlichen Aufschwung im Ort und den Wandel vom reinen Bauerndorf herbeiführte.
Um die Qualität der Garne zu steigern wurde 1860 am Staupenbach unweit der Zschopau eine Baumwollbleicherei und -färberei (⊙) errichtet. Der Staupenbach lieferte das für die Produktion nötige klare Wasser und Antriebsenergie. Die fertigen Garne wurden mit Pferdewagen über einen Verbindungsweg an der Zschopau zur Nähfadenfabrik transportiert. Mit Bau der Zschopautalbahn 1866 musste dieser Weg durch die Mörbitz verlegt werden. Im gleichen Jahr wurde die Mehlmühle abgetragen und schaffte Platz für den Neubau einer Spinnerei und der Fabrikantenvilla in Schweizerhausarchitektur (⊙). Nach dem Anschluss Witzschdorfs an das Eisenbahnnetz beteiligte sich das Unternehmen maßgeblich finanziell am Neubau der Zschopaubrücke und eines Güterschuppens am Bahnhof, um eine Expansion voranzutreiben.
1870 wurde die Witzschdorfer Volksschule gebaut, die Kosten hierfür übernahm wiederum Fabrikbesitzer Rudolf Heydenreich.
1872 verkaufte Heydenreich die Nähfadenfabrik für 1.250.000 Goldmark, welche sodann in eine Aktiengesellschaft überführt wurde. Ebenfalls 1872 fungierte die nunmehr „Sächsische Nähfadenfabrik AG“ als Geldgeber für den Bau von fünf Wohnhäusern der Arbeitersiedlung Hahn (später Alter Hahn ⊙) an der Verbindungsstraße zur Baumwollbleicherei und -färberei in der Mörbitz. Die Siedlung wurde 1900 um weitere 6 Häuser (Neuer Hahn ⊙) erweitert.
1884 wurde die Dorfstraße zur heutigen Trasse verlegt, damit war das Betriebsgelände fortan vom Durchgangsverkehr entlastet. 1888 vernichtete ein Großfeuer die Betriebsanlagen, 1889 wurden dieser wiedererrichtet und gingen in englischen Besitz der Firma J. C. Coats Ltd. Glasgow über. Die Villa wechselte 1902 in deren Besitz.
1910 erhielt die Nähfadenfabrik vom Sächsischen Staat die Erlaubnis für den Bau einer Stauanlage zur Wasserkraftnutzung. Mit Genehmigung erfolgte u. a. der Bau eines 80 Meter Ober- sowie eines 140 Meter langen Unterwasserkanals. Auf Antrag aus dem Jahr 1921 wurde die bestehende Wasserkraftanlage ausgebaut, indem das Wehr vollständig neu errichtet, die beiden vorhandenen Turbinen durch Francis-Zwillings-Turbinen ersetzt und bewegliche Stauklappen auf das Wehr eingebaut wurden.
Mit Beginn des Ersten Weltkrieges wechselten Betriebsanlagen und Villa zurück in deutschen Besitz, die Produktion wurde jedoch eingestellt. 1928 brannte ein Teil der Produktionsanlagen erneut nieder, wurden aber im gleichen Jahr wieder aufgebaut. Im März 1930 meldete die Sächsische Nähfadenfabrik AG Konkurs an, 360 Beschäftigte verloren ihre Arbeit. 1934 erfolgte der Verkauf an Gottlob Wunderlich in Waldkirchen-Zschopenthal und die Produktion wurde wieder aufgenommen. Ab 1942 wurde in den Anlagen teilweise Munition eingelagert. Nach Kriegsende übernahmen die Konkursverwaltung und die Treuhand die Produktionsstätten. 1952 wurde die ehemalige Baumwollweberei und -zwirnerei am östlichen Zschopauufer (⊙) als Betriebsteil der Nähfadenfabrik angegliedert und 1955 wurde das Werk volkseigen und in der Folge mehrfach umbenannt.
Ende 1968 wurde die Wasserkraftanlage stillgelegt, der Ober- und Unterwasserkanal verfüllt, Turbinen sowie Wehranlage, Freifluter und Absperrschützen wurden verschrottet. Die gesamte Staustufe der Zschopau wurde auf ein Drittel der vorhandenen Höhe abgesenkt. Die bis heute bestehende Wehrbrücke diente weiterhin als Träger für Versorgungsleitungen zwischen den Betriebsteilen.
1971/72 erfolgte der Umbau des Produktionsgebäudes am westlichen Ufer. Um gemäß dem gesetzten Ziel 2000 Tonnen Polyamidseide jährlich zu produzieren, bedurfte es eines konstanten Raumklimas. Hierzu wurde das Gebäude um ein Geschoss aufgestockt und alle Fensteröffnungen zugesetzt. Bis zur politischen Wende 1990 firmierte das Werk als „VEB Texturseidenwerk Flöha, Betriebsteil Witzschdorf“. 1992 erfolgte zunächst die Stilllegung später die Liquidation.
Die Anlagen am östlichen Ufer kaufte eine ortsansässige Metallbaufirma. Die westlich der Zschopau gelegenen Anlagen übernahm die Gemeinde mit dem Ziel einen Gewerbepark zu errichten. Im Zuge dessen wurden auch alle 1971/72 zugesetzten Fenster wieder geöffnet.

#### Schönthal
Koordinaten: 50° 47′ 2,19″ N, 13° 5′ 3,4″ O
Um 1850 suchten die Glauchauer Kaufleute Robert Wilhelm Schiffner und Karl Heinrich Zimmermann im Zschopautal einen geeigneten Standort zum Bau einer Fabrik. Nördlich von Witzschdorf, an der Flurgrenze zu Hennersdorf wurden sie fündig und erwarben Grund und Boden im Jahre 1852. Noch im selben Jahr begannen die Arbeiten zum Bau einer Spinnerei und eines Holzsteges über die Zschopau. Anfänglich lieferte ein Wasserrad die Antriebsenergie, dieses wurde jedoch schon 1858 durch stromerzeugende Wasserturbinen ersetzt. 1861 erwarben der Kürschnermeister Adolf Ferdinand Schön (seither die Bezeichnung „Schönthal“) und der Tuchfabrikant Füchtegott Kunze die Anlagen. Am 29. April 1896 vernichtete ein Großfeuer die gesamten Anlagen. Die Ruinen gingen am 28. Februar 1897 für 44.800 Mark in den Besitz von Wilhelm Max Strobel über, welcher auf den Grundmauern eine Holzschleiferei errichten und den hölzernen Steg durch eine massive Brücke ersetzen ließ. Sein Nachfolger Fritz betrieb nebenher eine Spulendreherei, später entstand auch eine Wirkwarenfabrik und 1927 eine Seidenweberei. 1913 lieferten die Wasserturbinen erstmals elektrischen Strom in den Gasthof Witzschdorf, was den Grundstein zur Elektrifizierung des Ortes legte. Nach dem Ersten Weltkrieg wurde Witzschdorf an das öffentliche Stromnetz angeschlossen. Nach 1933 wurde der überschüssige Strom gewinnbringend nach Hennersdorf geliefert. Im Havariefall konnte gleichsam Strom aus dem Anschluss an das öffentliche Netz bezogen werden. 1936 wurde die Holzschleiferei stillgelegt und der gesamte Komplex stand zum Verkauf. Daraufhin erwarb 1937 Theodor Krieger die Anlagen. Er ließ eine effizientere Turbine einbauen um die Stromproduktion weiter zu erhöhen. Neben der Stromproduktion beschäftigte sich Krieger auch mit Landwirtschaft. Nach dem Zweiten Weltkrieg nutzte die Firma Froß die Gebäude zur Produktion von Haushaltsartikeln aus Holz. 1967 übernahm Onnen Krieger von seinem Vater den gesamten Anlagenkomplex. 1975 musste die Stromproduktion aufgrund eines Hochwasserschadens stillgelegt werden. Der Damm des Wassergrabens war auf einer Länge von 15 Metern geborsten und aufgrund der Energiepolitik in der DDR bestand kein Interesse an einer Wiederaufnahme der Stromproduktion. 1977 richtete Krieger in den Gebäuden eine Schlosserei ein, welche im Rahmen der Planwirtschaft diverse Aufträge zugeteilt bekam.
Von 1990 bis 1993 erfolgte die Rekonstruktion des Dammes und der Turbinen, wobei der Freistaat Sachsen einen Teil der Investitionssumme förderte. Am 5. März 1993 ging das Wasserkraftwerk wieder ans Netz. Die eingerichtete Schlosserei hat sich mittlerweile auf Stahlwasserbau und Wasserkraftwerksausrüstung spezialisiert.
Durch Gebietswechsel gehört Schönthal seit dem 1. Juli 1997 zu Hennersdorf.

### Religion

#### Evangelisch-methodistische Kirche
Koordinaten: 50° 46′ 31,76″ N, 13° 4′ 19,95″ O

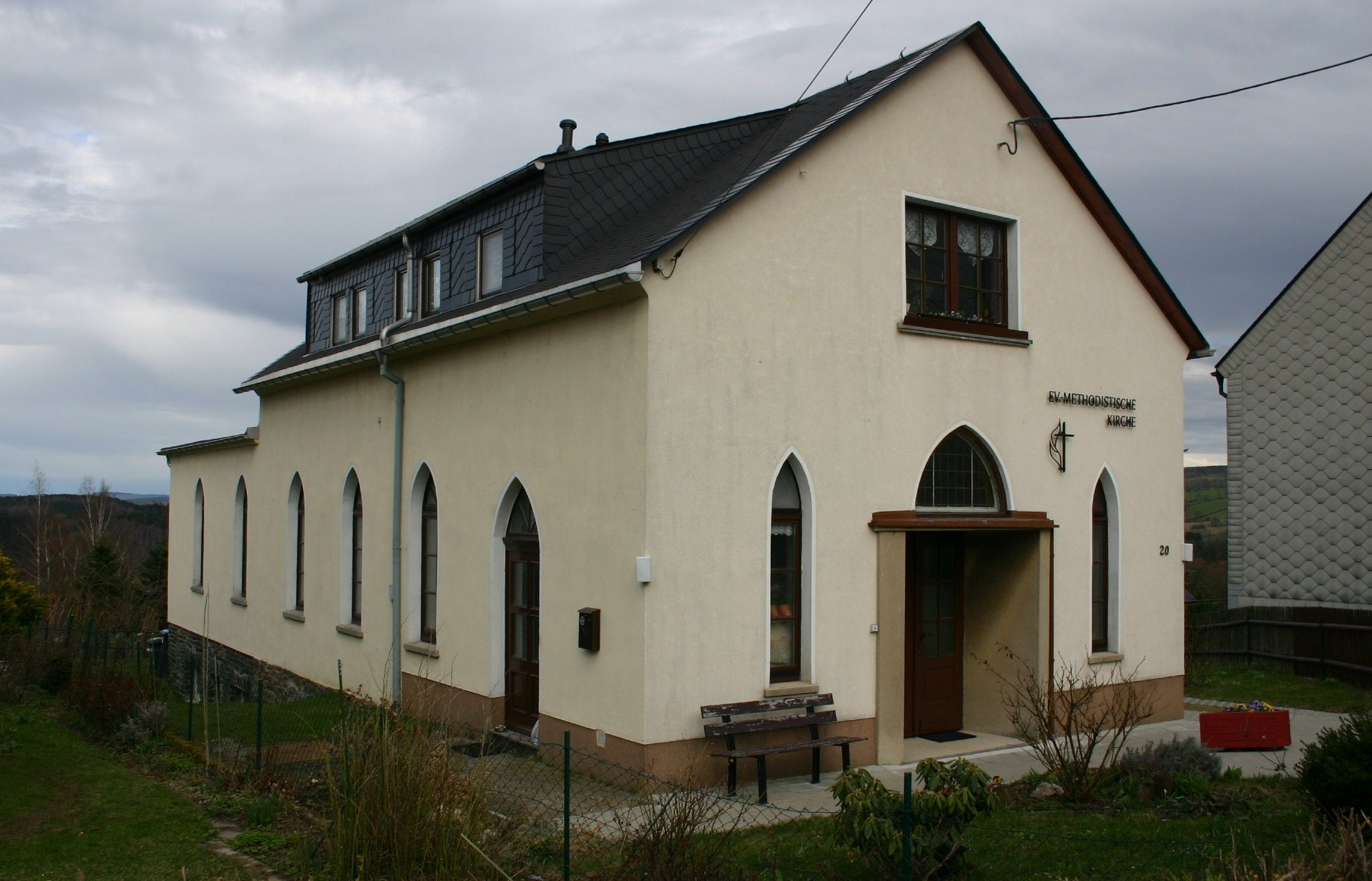
Kirchengebäude der Evangelisch-Methodistischen Gemeinde, 2010

Seit 1873 lassen sich regelmäßige Versammlungen der Methodisten nachweisen und bereits im Jahr 1880 erfolgte mit der Aufnahme von fünf Gliedern die Gemeindegründung. Die Methodistische Gemeinde in Witzschdorf gehört damit zu den ältesten in Sachsen.
Die abgehaltenen Betstunden besuchten aber stets über 70 Personen, so dass bereits 1886 durch die Bischöfliche Methodistenkirche auf dem Grundstück des Gemeindegliedes Gustav Wünsch ein eigenes Kirchengebäude eingeweiht wurde. Es war nach Schwarzenberg 1883 und Dittersdorf 1885 das dritte in Sachsen. Um 1890 bestand die Gemeinde aus ca. 25 Gemeindegliedern. Nach dem Tod Gustav Wünschs im Jahre 1900 schrumpfte die Gemeinde und stand 1910 vor ihrer Auflösung, das Gebäude stand zum Verkauf. Nach 1910 stieg die Zahl der Gemeindeglieder wieder und ein Chor wurde gegründet.
Durch das Recht auf Religionsfreiheit in der Weimarer Verfassung von 1919 wurden viele Hemmnisse abgebaut und die Gemeinde konnte sich freier entfalten und konnte in den 1920er Jahren weiteren Mitgliederzuwachs verzeichnen. Zum 1910 neugegründeten Chor gesellte sich ein Mandolinenchor und ein Frauenchor, 1927 wurde ein Posaunenchor gegründet. Konzerte des Bläserensembles, auch außerhalb der Kirche, waren sehr beliebt. Die Statistik weist für 1937 70 eingeschriebene Gemeindeglieder auf, es folgten jedoch wieder schwierigere Zeiten. 1943 wurde Prediger Metzner zum Kriegsdienst einberufen, die seit 1941 auf dem Bezirk wirkende Gemeindeschwester Elisabeth Mistele übernahm seine Aufgaben. Ab 1948 erlebt die Gemeinde eine Verjüngung. Es wurde ein neuer gemischter Chor gegründet. Zudem entstand das „Witzschdorfer Männerquartett“, das mit Rundfunkaufnahmen und Konzertreisen die Gemeinde in ganz Deutschland bekannt machte.
1953 erfuhr das Kirchengebäude eine bauliche Erweiterung, da die bestehenden Räumlichkeiten zu wenig Platz boten. Unter schwierigen Umständen wurden von der Gemeinde Baustoffe beschafft, das Gebäude erweitert und auch die Innenausstattung erneuert. Am 24. Oktober 1954 wurde das Gebäude neu geweiht. Anfang der 1960er zogen viele Familien aus Witzschdorf weg nach Zschopau, Gornau und Chemnitz, blieben jedoch der Kirchgemeinde weiterhin treu. Bis zum heutigen Tag wohnt die Mehrzahl der Gemeindeglieder nicht im Ort. Ab 1980 bestanden zunächst lose, später engere Beziehungen zum Gemeindebezirk Stuttgart-Weilimdorf. Nach der politischen Wende 1990 schrumpfte die Zahl der Gemeindeglieder aufgrund von Abwanderung.
Mitte 1990 wurde das Kirchengebäude und seine Anlagen saniert und ein neuer Gemeinderaum geschaffen. Aktuell zählt die Kirchgemeinde etwa 50 Mitglieder, im Jahr 2003 feierte sie ihr 125-jähriges Jubiläum.

#### Evangelisch-lutherische Martin-Luther-Kirche

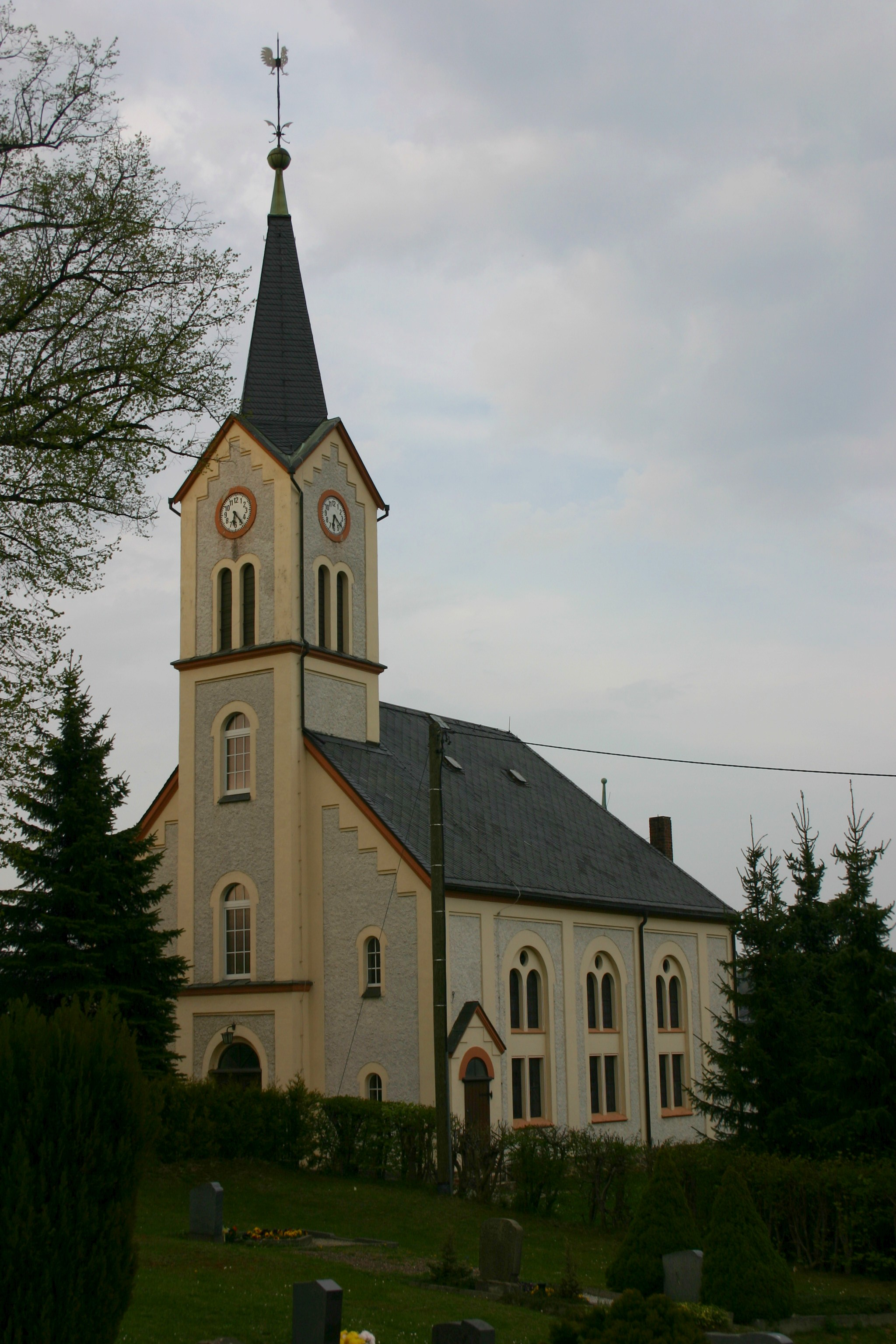
Martin-Luther-Kirche von Südwesten gesehen, 2009

Witzschdorf gehörte zur Pfarrgemeinde Zschopau. Dem Wunsch der Bevölkerung nach einem eigenen Gotteshaus entsprach der Zschopauer Kirchenvorstand im Januar 1896 (von den damals 1175 Einwohnern waren 1146 evangelisch-lutherisch, 10 katholisch und 15 evangelisch-methodistisch). Es folgte sodann ein Spendenaufruf an die Witzschdorfer Bevölkerung und ein Baufonds wurde eingerichtet. Finanzielle Zuschüsse erhielten die Witzschdorfer vom evangelisch-lutherischen Landeskonsistorium und dem Fabrikbesitzer Rudolf Heydenreich, der Baugrund wurde von einem ortsansässigen Fabrikanten gestiftet.
1896 erfolgte die Grundsteinlegung und am 26. August 1897 wurde Richtfest gefeiert. Der Bauplan stammt von Carl Ostreich aus Zschopau, welchen Baumeister Anke abänderte, da seitens der Glaubensgemeinde ein Gebäude mit Turm gewünscht wurde. Die Bauausführung übernahm Bauunternehmer Weiße in Witzschdorf. Die Gesamtkosten beliefen sich auf 24.508 Mark, die Einweihung fand am 11. September 1898 statt. Das Kirchengebäude ist 27 Meter hoch, 20,5 Meter lang und 11 Meter breit. Der Glockenstuhl erhielt 3 Bronzeglocken, die Orgel stammt von der damaligen Firma Schmeisser aus Rochlitz.
Zwei Kirchenglocken wurden während des Zweiten Weltkrieges beschlagnahmt, wurden nach Kriegsende in Hamburg wieder aufgefunden, waren jedoch unbrauchbar geworden. 1949 wurden bei der Firma Schilling in Apolda drei neue Bronzeglocken geordert. Zur Christmette am 25. Dezember 1949 ertönte erstmals die kleinste Glocke und ab dem 26. März des folgenden Jahres wieder das volle Geläut, welches seit 1965 elektrisch betrieben wird. Die im Krieg in Mitleidenschaft gezogenen drei Altarfenster wurden durch neue bleiverglaste Fenster nach einem Entwurf des Dresdner Kunstmalers Friedrich Helas ersetzt. Bei der Neugestaltung des Altarraumes im Jahre 1951 erhielt dieser auch einen neuen Altar.
Für kleinere kirchliche Veranstaltungen wurde in einem nahegelegenen Bauernhof ein Raum für diese Zwecke eingerichtet. Dies führte in Erntezeiten mitunter zu Problemen, weshalb der Kirchenvorstand dankbar für das vom Hofbesitzer selbst zur Verfügung gestellte Stück Boden war, auf welchem ein Gemeindehaus errichtet werden konnte. Dieses wurde am 29. Oktober 1950 eingeweiht. Im Winter fanden dort auch Gottesdienste statt, obgleich die Kirche seit 1969 eine elektrische Infrarotheizung und später eine elektrische Heizung der Kirchenbänke besitzt.
1989 wurde die dringend erforderliche Neueindeckung des Kirchturms in Angriff genommen. Bereits mit Baugerüst versehen sollten die Arbeiten im Frühjahr 1990 beginnen, verzögerten sich auf aufgrund fehlender Finanzmittel infolge der Währungsreform. Erst durch Kredit, Zuschüsse des Bezirkskirchenamtes und der Partnergemeinde Apensen konnten die Arbeiten im Spätsommer 1990 begonnen werden. 1991 erfolgten eine Fassadenrenovierung und der Einbau einer neuen Turmuhr, eine Innenrenovierung im darauffolgenden Jahr.

### Bevölkerungsentwicklung

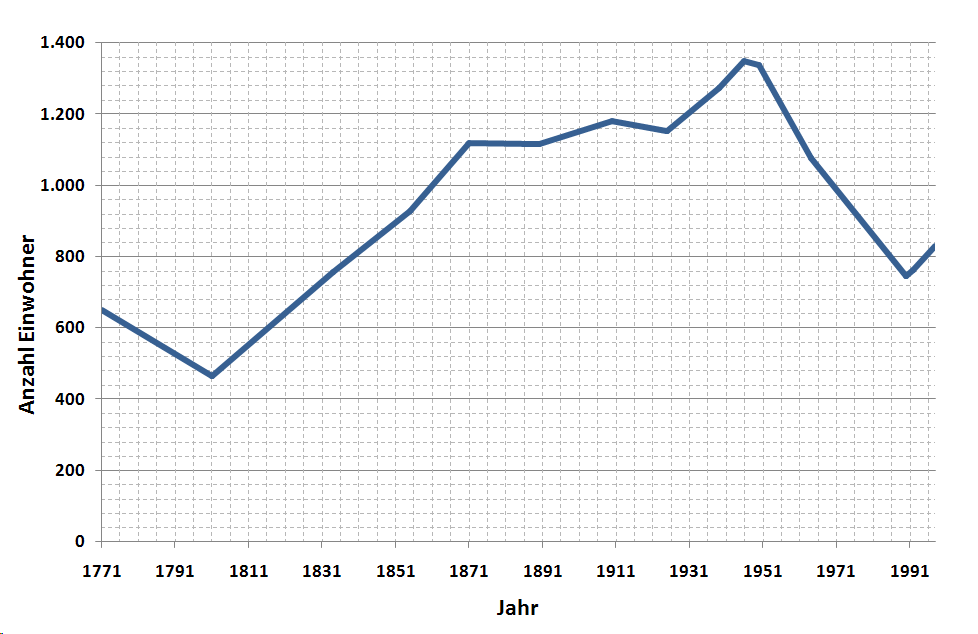
Bevölkerungsentwicklung von 1771 bis 1998

| Jahr | Einwohnerzahl                             |
| ---- | ----------------------------------------- |
| 1551 | 18 besessene Mann, 4 Gärtner, 20 Inwohner |
| 1764 | 26 besessene Mann, 32 Häusler, 14 Hufen   |
| 1771 | 650                                       |
| 1801 | 464                                       |
| 1834 | 928                                       |
| 1871 | 1118                                      |

| Jahr | Einwohnerzahl |
| ---- | ------------- |
| 1890 | 1116          |
| 1910 | 1179          |
| 1925 | 1151          |
| 1939 | 386           |
| 1946 | 1274          |
| 1950 | 1337          |

| Jahr | Einwohnerzahl |
| ---- | ------------- |
| 1964 | 1077          |
| 1990 | 746           |
| 1992 | 763           |
| 1998 | 830           |

## Politik

### Verwaltungszugehörigkeit
- 1445–1551: Pflege Schellenberg
- 1551–1764: Amt Schellenberg
- 1764–1856: Amt Augustusburg
- 1856–1875: Gerichtsamt Zschopau
- 1875–1952: Amtshauptmannschaft Flöha
- 25. Juli 1952–4. Dezember 1952: Landkreis Flöha
- 4. Dezember 1952–31. Juli 1994: Landkreis Zschopau
- 1. August 1994–31. Juli 2008: Mittlerer Erzgebirgskreis
- seit 1. August 2008: Erzgebirgskreis

### Bürgermeister
Seit 1871 bis zur Eingemeindung nach Gornau zum 1. März 1994 waren die folgenden Personen Bürgermeister:
| - 1871–1896: Adolf Zimmermann - 1896–1911: Gustav Wünsch - 1911–1928: Johannes Ludwig - 1928–1945: Walter Richter - 1945–1946: Robert Heim - 1946–1951: Kurt Menzel - 1951–1953: Herbert Stolzenberg | - 1953–1954: Kurt Seidel - 1954–1960: Rudi Pflugbeil - 1960–1965: Heinz Schneider - 1965–1979: Gerhard Nitzsche - 1979–1984: Rüdiger Rink - 1984–1994: Eckhard Börner |

## Kultur

### Vereine
- SV 1990 Tirol Dittmannsdorf/Witzschdorf
- Witzschdorfer Blasmusikanten
- Witzschdorfer Karnevalsverein
- Freiwillige Feuerwehr Witzschdorf
- Sportverein Witzschdorf e. V.
- EMC Witzschdorf e. V. – Enduro- und Mountainbikeclub

## Wirtschaft und Infrastruktur

### Ansässige Unternehmen
- Landwirtschaftsgesellschaft Witzschdorf mbH
- Metallbau Thomas Grünewald
- Bildverlag Böttger GbR
- Gerüstbau und Transporte Meusel

### Verkehr

#### Straße
Die untere Ortsausfahrt ist an die Staatsstraße 228 angebunden (Anschlüsse in Richtung Waldkirchen und Zschopau sowie Augustusburg in der Gegenrichtung). Über die Kreisstraße 8173 sind die beiden oberen Ortsausfahrten an Dittmannsdorf bzw. Zschopau angebunden.
Bei starken Schneeverwehungen kommt es nicht selten vor, dass die beiden auf dem Kamm liegenden oberen Ausfahrten gesperrt werden und die untere Zufahrt den einzigen Zugang gewährleistet (so geschehen beispielsweise Ende Dezember 2001).

#### Eisenbahn

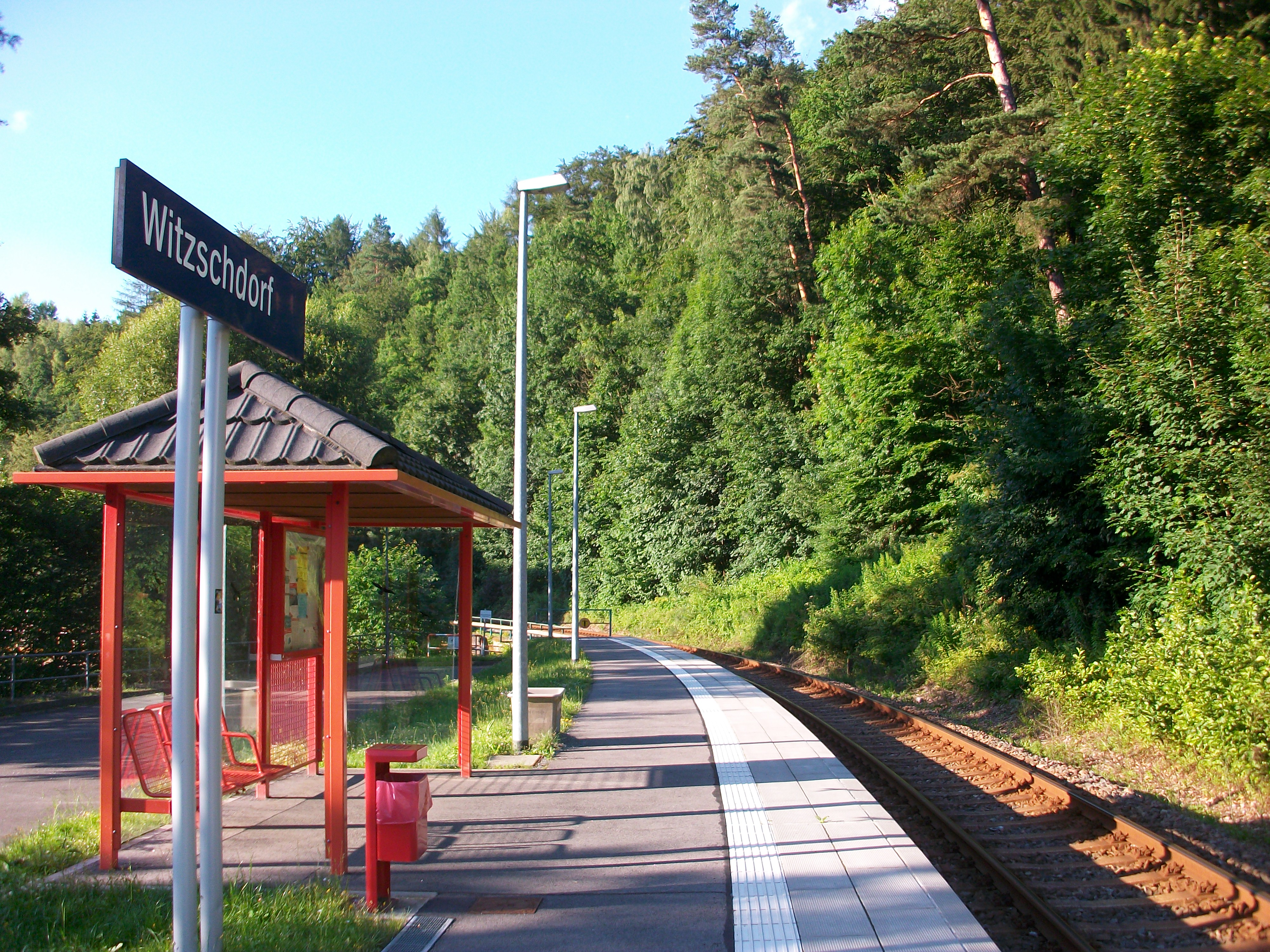
Haltepunkt Witzschdorf, 2016

Die Erzgebirgsbahn hat in Witzschdorf einen Haltepunkt. Über diese bestehen direkte Verbindungen nach Chemnitz und Annaberg-Buchholz sowie weiter nach Cranzahl zur Fichtelbergbahn. Außerdem bestehen über Flöha Anschlussverbindungen von und nach Dresden.

#### Linienbusse
Über die Bushaltestelle am oberen Ortsausgang bestehen Anschlüsse an das Stadtbusnetz von Zschopau. Die Regionallinie 242 nach Zschopau verkehrt nur an Schultagen. Die Haltestelle am unteren Ortsausgang wird ausschließlich durch die Regionallinie 242 bedient.

## Söhne und Töchter des Ortes
- Siegfried Böhm (1921–2016), Konstrukteur der Praktica und Technischer Direktor bei Pentacon
- Rolf Kunze (1926–2010), Pädagoge und Holzschnitzer
- Arndt Kluge (1942–2008), Leichtathlet
- Harald Sturm (* 1956), ehemaliger Endurosportler